# Phragmidium barclayi
Phragmidium barclayi är en svampart som beskrevs av Dietel 1890. Phragmidium barclayi ingår i släktet Phragmidium och familjen Phragmidiaceae.   Inga underarter finns listade i Catalogue of Life.